# Слонёнок-турист
«Слонёнок-турист» — российский короткометражный кукольный мультфильм Ивана Уфимцева по сказке Давида Самойлова. Уфимцев снял три фильма о приключениях слонёнка — «Слонёнок пошёл учиться» (1984), «Слонёнок заболел» (1985), «Слонёнок-турист» (1992).

## Сюжет
О путешествии туристов слонёнка и верблюжонка. В дороге они повстречались с вороной, с медведем и с котом.

## Съёмочная группа
- Автор сценария — Элеонора Тадэ
- Режиссёр — Иван Уфимцев
- Художник-постановщик — Леонид Шварцман
- Кинооператор — Игорь Дианов
- Композитор — Алексей Шелыгин
- Звукооператор — Борис Фильчиков
- Художники-аниматоры: В. Голубев, Татьяна Молодова
- Куклы и декорации изготовили: Олег Масаинов, Надежда Лярская, Михаил Колтунов, Нина Молева, Виктор Гришин, Наталия Барковская, Анна Ветюкова, Валерий Петров, Александр Максимов, Владимир Маслов
- Монтажёр — Галина Филатова
- Редактор — Наталья Абрамова
- Директор съёмочной группы — Алина Власова.

## Роли озвучивали
- Всеволод Ларионов — Слонёнок, Верблюжонок
- Ирина Муравьёва — Ворона
- Герман Качин — Кот
- Юрий Волынцев — Медведь
- Алексей Шелыгин — вокал вступительной песни

## Переиздания
- 2005 год — мультсборник «Про мамонтёнка» на DVD. Дистрибьютор: Крупный план.[2]
- 2006 год — мультсборник «38 попугаев» на DVD. Дистрибьютор: Крупный план.[3]